# Susanna Sommer
Susanna Sommer (født 17. december 1966) er en dansk freelancejournalist, radioproducent, vært og konceptudvikler. 

## Uddannelse
Hun er uddannet på Danmarks Journalisthøjskole og har derudover læst på Institut for Litteraturvidenskab og DISPUK.

## Karriere
Siden 1993 har hun været vært, reporter og producer på en lang række kulturprogrammer på P3, P2 og P1. Hun er desuden konceptudvikler og medproducent på større P1-temaer som fx Spillet om Fremtiden (2004), Islams Ansigter (2005), Kristendom i Kød og Blod (2006), Bag Horisonten (om opdagelseslyst 2007) og Libido – sex på P1 (2008). Til daglig er hun vært på det reportagebårne samtaleprogram Stedsans på P1
Susanna Sommer har siden midten af 1990'erne desuden coachet studieværter og undervist i historiefortælling, reportage og livet bag mikrofonen.
Hun modtog i december 2007 Kryger-prisen.